# Santiago Gómez Sierra
Santiago Gómez Sierra (Madridejos, 24 de noviembre de 1957) es un sacerdote católico español, obispo de Huelva, nombrado el 15 de junio de 2020, tomó posesión de la diócesis el 25 de julio de 2020, festividad de Santiago Apóstol.

## Biografía
Realizó los estudios eclesiásticos en el Seminario Mayor de San Pelagio de Córdoba. Obtuvo la Licenciatura en Filosofía y Ciencias de la Educación (sección de filosofía) por la Universidad Complutense de Madrid y la Licenciatura en Teología (especialidad dogmática y Fundamental) por la Universidad Pontificia de Comillas de Madrid.

### Sacerdote
Fue ordenado sacerdote el día 18 de septiembre de 1982 en Córdoba. Impartió clases en el Seminario Mayor de Córdoba desde el año 1982, siendo vicerrector del mismo, así como en el Instituto Superior de Ciencias Religiosas Beata Victoria Díez desde su creación.
Su primer destino pastoral fue la Parroquia de Nuestra Señora de los Ángeles, en Alcolea entre los años 1983 y 1991. En el año 1993 fue nombrado párroco de la iglesia de la Trinidad, haciéndose cargo de la vicepresidencia de la junta de gobierno de la Obra Pía Santísima Trinidad, entidad benéfica fundada por el sacerdote Antonio Gómez Aguilar que mantiene diversos centros docentes y asistenciales para la tercera edad. El obispo Javier Martínez lo nombró vicario general, cargo que ocupó entre 1997 y 2001, y con el pontífice Juan José Asenjo, volvió al cargo en 2004, relevándolo de los cargos que mantenía en la iglesia de la Trinidad, aunque conservando también el de deán del Cabildo Catedralicio.

#### Presidente del Consejo de Administración de CajaSur
El 20 de diciembre de 2006, se anunció por parte del obispo de Córdoba, la propuesta para que presidiera el Consejo de Administración de Cajasur, en sustitución de Juan Moreno Gutiérrez, obteniendo el apoyo de la Junta General. El 22 de mayo de 2010, el Banco de España intervino CajaSur al rechazar esta la fusión con Unicaja dentro del proceso de reordenación bancaria. Pocos días antes, Cajasur había comunicado unas pérdidas en el primer trimestre del año fiscal de 114 millones de euros.
CajaSur había declarado pérdidas por importe de 596 millones de euros durante el año fiscal de 2009. Desde el propio Banco de España, además de diversas entidades públicas y privadas como la Junta de Andalucía, se había instado a CajaSur, y en especial a la Iglesia católica, mayoritaria en la entidad, a buscar una fusión con otra caja de ahorros. Aunque estaba muy avanzado el proceso de fusión con Unicaja, en la madrugada del 21 al 22 de mayo CajaSur, Santiago Gómez Sierra mostró su preferencia por la intervención del Banco de España antes que fusionarse con Unicaja, so pretexto de que no confiaban en el presidente de esta última entidad, Braulio Medel. Se consumó la petición de intervención por 11 votos a favor y ocho en contra.
La intervención supuso el cese inmediato de todo el Consejo de Administración, siendo nombrado de manera provisional como administrador único el Fondo de Reestructuración Ordenada Bancaria (FROB) a través de su Comisión Rectora.

### Obispo
El 18 de diciembre de 2010, el papa Benedicto XVI lo nombró obispo titular de Vergi y auxiliar de Sevilla, a petición del titular de la sede hispalense Juan José Asenjo Pelegrina, de quien recibió, acompañado de 26 obispos, la ordenación episcopal el 26 de febrero de 2011.
Entre 2010 y 2023 fue delegado episcopal para la Enseñanza de la Asamblea de Obispos de las provincias eclesiásticas de Sevilla y de Granada.
El 15 de junio de 2020 se publicó su nombramiento por el papa Francisco como obispo de Huelva￼, diócesis de la que tomó posesión el 25 de julio de 2020, festividad de Santiago Apóstol.
En la Conferencia Episcopal Española es, desde marzo de 2024, miembro de la Subcomisión Episcopal para Seminarios de la Comisión Episcopal para el Clero y Seminarios. Anteriormente ha sido responsable del Área de Piedad Popular, Santuarios y Peregrinaciones de la Comisión Episcopal para la Evangelización, Catequesis y Catecumenado.
| Predecesor: Ángel Rubio Castro (2004-2007) | Obispo titular de Vergi 2010 - 2020 | Sucesor: Francisco José Prieto Fernández |
| Predecesor: José Vilaplana (2006-2020)     | Obispo de Huelva 2020 - en el cargo | Sucesor:                                 |